# Szlezwik (miasto)

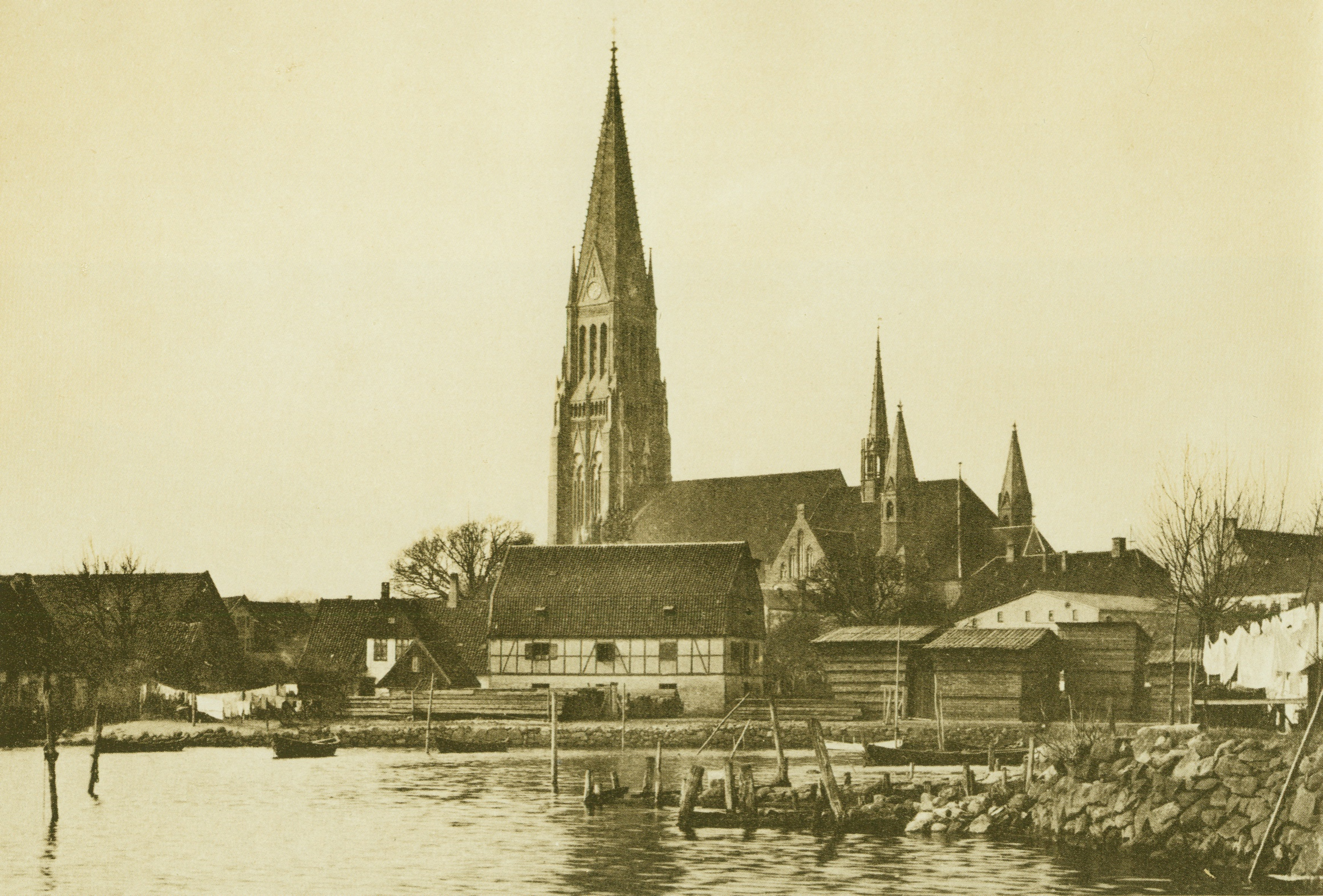
Panorama miasta z 1894 roku

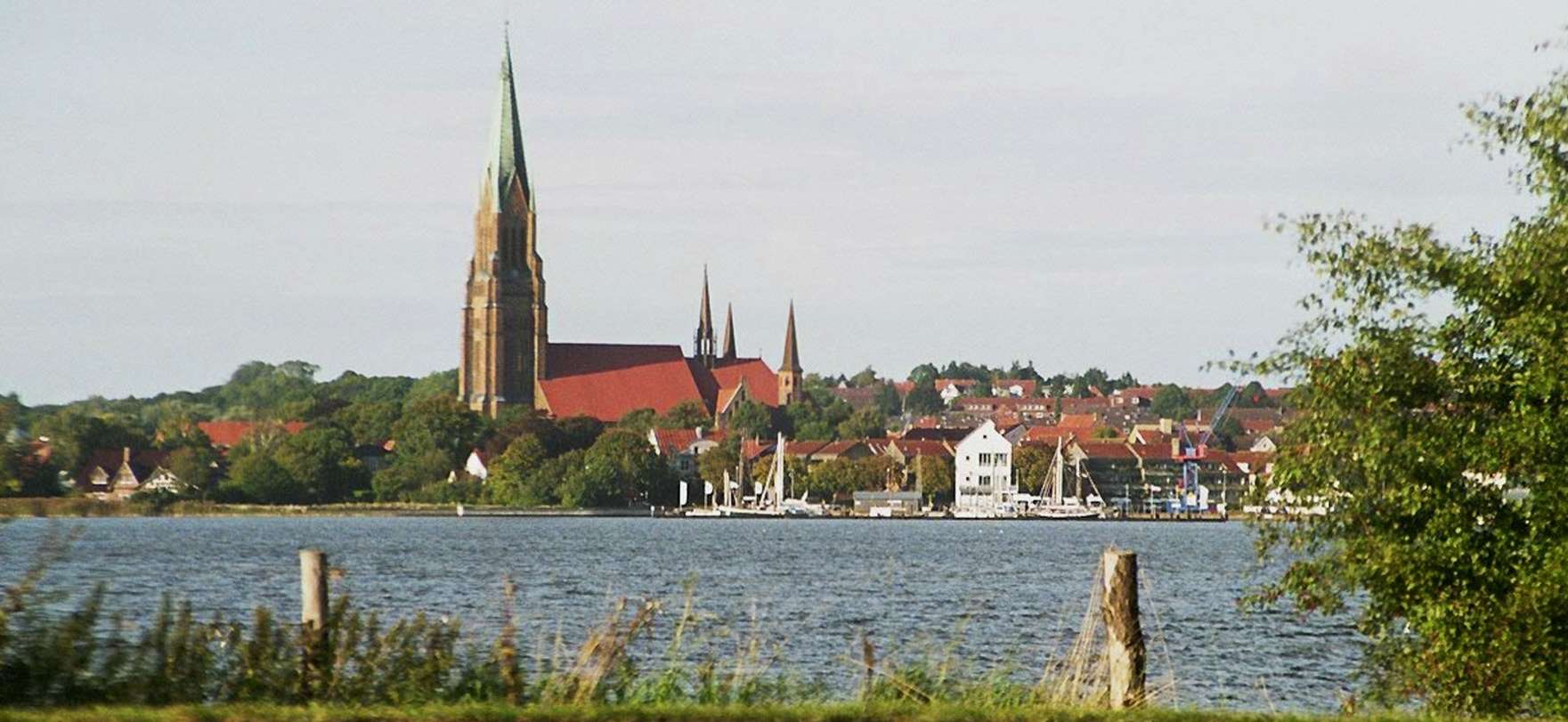
Panorama miasta

Szlezwik (niem. Schleswig, dolnoniem. Sleswig, duń. Slesvig) – miasto w północnych Niemczech, w kraju związkowym Szlezwik-Holsztyn, port nad zatoką Schlei, która jest odnogą Zatoki Kilońskiej.

## Geografia
Większe miasta w pobliżu to Flensburg 30 km na północ i Husum 30 km na zachód.

## Zabytki
- Katedra św. Piotra – romańsko–gotycka, z XII–XVI w. W jej murach spoczęli trzej królowie Danii: Niels Stary, Abel i Fryderyk I z żoną, królową Zofią pomorską[2].
- Zamek Gottorf, dawna siedziba królów duńskich i książąt holsztyńskich.

## Polityka
W radzie miasta zasiada 33 radnych: CDU 17, SPD 11, SSW 5. Obowiązki burmistrza od 2002 r. sprawuje Thorsten Dahl (CDU).

## Ludzie urodzeni w Szlezwiku
- Ansverus – święty Kościoła katolickiego, mnich benedyktyński, opat klasztoru
- Jan-Ingwer Callsen-Bracker – niemiecki piłkarz
- Chrystian III Oldenburg – król Danii i Norwegii.
- Hans von Seeckt – szef niemieckiego Sztabu Generalnego

## Współpraca
- Hillingdon – dzielnica Londynu, Anglia
- Mantes-la-Jolie, Francja
- Vejle, Dania
- Waren (Müritz), Meklemburgia-Pomorze Przednie
- Pisz, Polska

## Komunikacja
Droga krajowa B76 na zachodzie oraz droga krajowa B201 na północy stanowią obwodnicę miasta. Na zachód od miasta przebiega autostrada A7 będącą częścią trasy europejskiej E45.
W mieście znajduje się stacja kolejowa Schleswig.